# IC 1608
IC 1608 ist eine Linsenförmige Galaxie vom Hubble-Typ S0/a im Sternbild Sculptor am Südsternhimmel. Sie ist schätzungsweise 153 Millionen Lichtjahre von der Milchstraße entfernt und hat einen Durchmesser von etwa 90.000 Lichtjahren. 

Im selben Himmelsareal befindet sich u. a. die Galaxie NGC 334.
Das Objekt wurde am 3. Oktober 1897 von Lewis Swift entdeckt.